# S.T.A.L.K.E.R. The Board Game
S.T.A.L.K.E.R. The Board Game — кооперативна настільна гра у жанрі стратегії та виживання, розроблена Павелом Самборським і видана польською студією Awaken Realms у 2025 році. Гра базується на культовій серії українських відеоігор S.T.A.L.K.E.R., створеній GSC Game World. Розрахована на 1–4 гравців віком від 14 років, партія триває 120—180 хвилин. Гра вирізняється похмурою атмосферою Чорнобильської зони, тактичним геймплеєм, нелінейними рішеннями та високою реграбельністю, отримавши оцінку 9/10 від IGN.

## Історія створення
Про розробку настільної адаптації серії S.T.A.L.K.E.R. стало відомо 28 лютого 2023 року, коли Awaken Realms, автори Немезиди та This War of Mine: The Board Game, анонсували проєкт у партнерстві з GSC Game World. Студія оголосила про запуск краудфандингової кампанії на платформі Gamefound до кінця червня 2023 року.
Кампанія стартувала 13 червня 2023 року і за 3,5 хвилини зібрала цільову суму $50 тис., а за перший день — понад $1,3 млн, досягнувши $2 млн до 19 червня, що зробило проєкт одним із найуспішніших настільних краудфандингів року. Перша хвиля доставки відбулася у квітні 2024 року, друга — у січні 2025 року, а роздрібний реліз заплановано на осінь 2025 року. Гра отримала офіційну українську локалізацію.

## Мета гри
Гравці беруть на себе ролі сталкерів — шукачів пригод у Чорнобильській зоні відчуження альтернативної реальності, де після другої катастрофи 2006 року з'явилися аномалії, мутанти та артефакти. Мета — виконувати місії, такі як порятунок полонених, пошук артефактів чи полювання на мутантів, співпрацюючи в кооперативному режимі. Гра пропонує два режими: сюжетну кампанію з трьох сценаріїв і процедурний Zone Survival Mode для одноразових пригод.

## Правила гри

### Підготовка
Гра розгортається на модульній дошці з тайлів, що зображують локації Зони. Підготовка займає до 20 хвилин через велику кількість компонентів: тайли, карти, токени, фігурки сталкерів і картонні стенді для ворогів та аномалій. Кожен гравець обирає унікального сталкера з власним спорядженням (зброя, броня, предмети) і навичками, які можна покращувати між сценаріями.

### Хід гри
Гра поєднує механіки пригодницької гри та тактичного бою. Гравці по черзі виконують дії: пересування, стрільба, кидання болтів для відволікання ворогів, взаємодія з ландшафтом (наприклад, відкриття люків чи підйом по сходах). Динамічне середовище Зони включає:
- Аномалії: вхід у зону аномалії вимагає кидка кубика; збіг символів спричиняє шкоду чи статуси. Гравці кидають болти, щоб «закрити» символи та знайти безпечний шлях.
- Радіація: накопичується в певних зонах, вимагаючи захисного спорядження.
- Вороги: мутанти та люди діють за системою штучного інтелекту через карти активації. Гучні дії (стрільба) привертають більше уваги, тоді як стелс зменшує агресію ворогів[1].

Сюжетна кампанія складається з трьох сценаріїв, об'єднаних «історіями біля вогнища», з двома гілками вибору для реграбельності. Між місіями гравці відвідують табори скупників чи схрони на окремій карті, додаючи наклейки для нових локацій. Zone Survival Mode генерує унікальні сценарії через випадкові карти подій, цілі та макети дошки, забезпечуючи високу варіативність.
Гравці виграють, виконавши цілі місії, або програють через смерть сталкерів чи провал завдання.

### Особливості
Гра акцентує на тактичному стелсі, динамічних перестрілках і нелінейних рішеннях. Кожен сталкер має унікальну прокачку, а карти подій і взаємодії з ландшафтом додають непередбачуваності. Високоякісні компоненти, зокрема деталізовані мініатюри мутантів (снорк, кровосос, псевдогігант), підсилюють атмосферу.

## Складність і реграбельність
Гра має високу складність через деталізовані механіки та необхідність стратегічного планування. Zone Survival Mode забезпечує майже необмежену реграбельність завдяки процедурній генерації сценаріїв. Сюжетна кампанія пропонує кілька шляхів і рандомізовані елементи, що заохочує повторне проходження.

## Критика
IGN оцінила гру на 9/10, назвавши її «грандіозною» за атмосферу, варіативність і вдалу адаптацію Зони. Критики відзначили аномалії, ворогів і Zone Survival Mode як ключові переваги, але вказали на складність підготовки (20 хвилин) і тривалість першої партії. Загалом гра отримала високі оцінки за збереження духу оригіналу та інноваційні механіки.